# The Great Pretender (Dolly Parton)
The Great Pretender è il ventiseiesimo album in studio della cantante statunitense Dolly Parton, pubblicato il 23 gennaio 1984 dalla RCA Records. L'album si caratterizza per essere un album di cover di canzoni pop degli anni '50 e '60.

## Tracce
1. Save the Last Dance for Me (Doc Pomus, Mort Shuman) – 3:50
2. I Walk the Line (Johnny Cash) – 3:34
3. Turn! Turn! Turn! (To Everything There Is A Season) (Pete Seeger) – 4:24
4. Downtown (Tony Hatch) – 3:19
5. We Had It All (Donnie Fritts, Troy Seals) – 3:51
6. She Don't Love You Like I Love You (Jerry Butler, Calvin Carter, Curtis Mayfield) – 3:41
7. We'll Sing in the Sunshine (Gale Garnett) – 3:25
8. I Can't Help Myself (Sugar Pie, Honey Bunch) (Holland-Dozier-Holland) – 2:50
9. Elusive Butterfly (Bob Lind) – 2:47
10. The Great Pretender (Buck Ram) – 3:41